# 格魯比格斯泰因山
47°22′58″N 10°50′26″E / 47.382813°N 10.840669°E

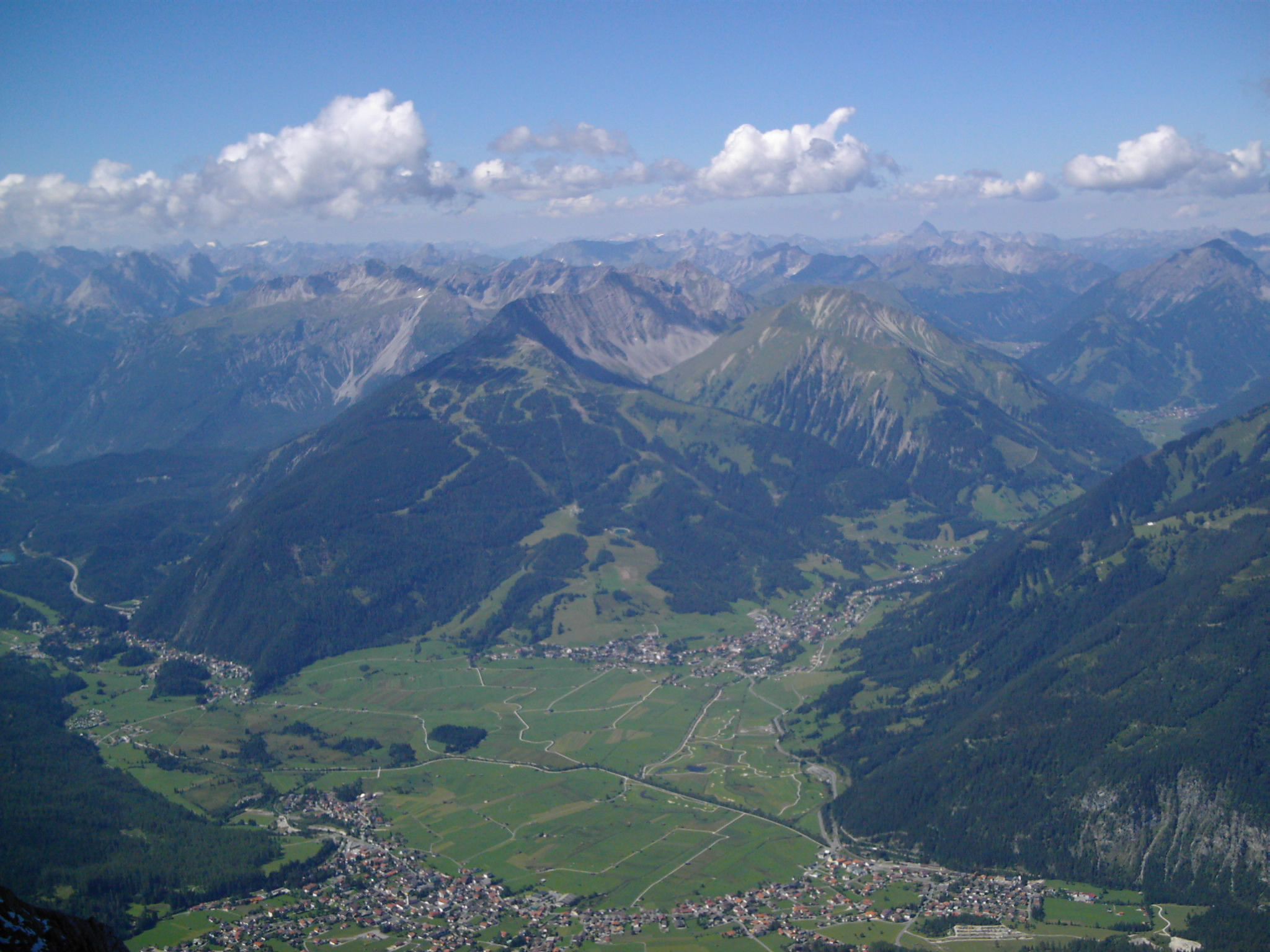

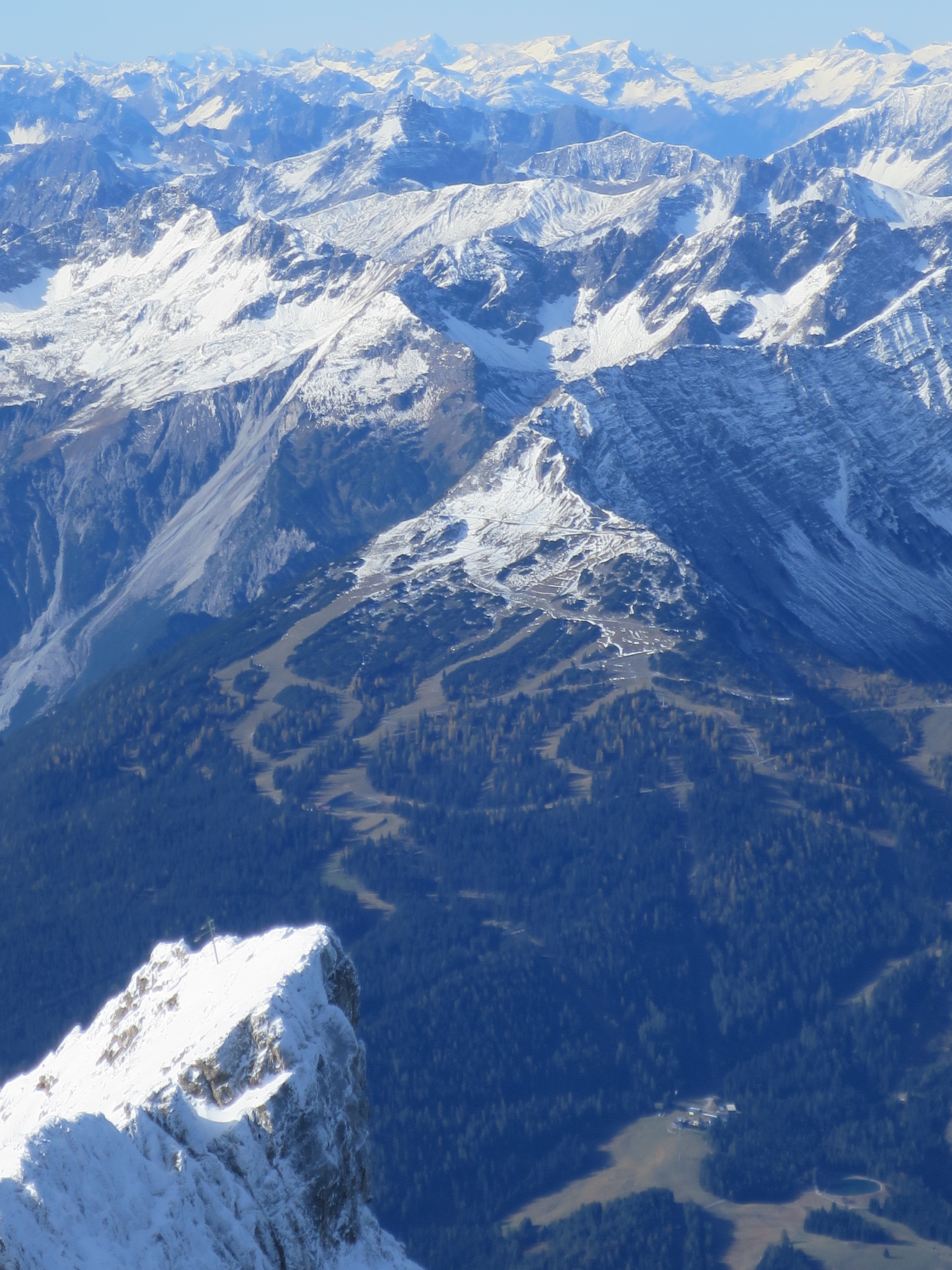

格魯比格斯泰因山（Grubigstein）是奧地利的山峰，位於該國西部，由蒂羅爾州負責管轄，屬於萊希塔爾阿爾卑斯山脈的一部分，海拔高度2,233米，每年平均降雨量1,698毫米。